# Gihan Ibrahim
Gihan Ibrahim (árabe egipcio: چيهان إبراهيم, IPA: [ʒihæ ː n ebɾ ˤ ɑhi ː m]), conocida como Gigi (چيچى, [ʒi ʒi ː]), es una periodista ciudadana, activista y bloguera egipcio-estadounidense. Durante la revolución egipcia de 2011, informó sobre las protestas y se convirtió en el rostro de los acontecimientos para gran parte de los medios occidentales.
Ha sido nombrada como parte de una nueva generación de periodistas ciudadanos que documentan las noticias usando las redes sociales. Por esto, apareció en la portada de la revista Time como «uno de los líderes» de la Plaza Tahrir durante la Revolución egipcia de 2011. Sin embargo ella misma comentó que, mientras que Internet fue importante para la coordinación ciudadana en el derrocamiento del presidente Hosni Mubarak, «fueron las protestas en las calles las que fueron cruciales... fueron su poder lo que hizo la revolución».

## Biografía
Nació en Long Beach, California, de padres egipcios, aunque pronto se mudó a Egipto, donde vivió hasta los 14 años. Posteriormente, su familia regresó a California, donde comenzó a asistir a una escuela secundaria católica local. Se graduó de la escuela secundaria en 2005, asistiendo primero al Orange Coast College antes de ingresar en la Universidad Americana en El Cairo en 2008. Durante esta etapa es cuando se involucra en la organización Revolutionary Socialists. Se graduó en 2010 en ciencias políticas. 
Antes de universidad, no tuvo una relación directa con las protestas de los trabajadores y de los movimientos de oposición que habían ocurrido previamente en Egipto. Fue una durante una conferencia sobre «movilización social en los regímenes autoritarios», donde su futuro marido Hossam el-Hamalawy fue orador invitado, le proporcionó una visión sobre el activismo en Egipto. El contacto con el-Hamalawy, miembro de los Revolutionary Socialists, la llevaron a decidir a unirse al movimiento.
Aparte de la revista Time, también ha aparecido en la BBC, Al Jazeera y The Daily Show.
Fue presentada en un documental por el galardonado periodista Iñigo Gilmore. Esta producción, siguiéndola desde los primeros días de la revolución, mira a su vida, no sólo en la plaza Tahrir, sino también en casa, al comentar la opinión que muchos egipcios de clase media alta adoptaron inicialmente en contra de la revolución. El documental Revolución de Gigi fue emitido por la cadena PBS en los EE. UU.
Es crítica con otros jóvenes activistas egipcios como Wael Ghonim, quien llamó a los manifestantes a regresar a casa después de que Mubarak hubo cedido un poco de poder, pero se negara a dimitir como presidente.